# Kiyohime

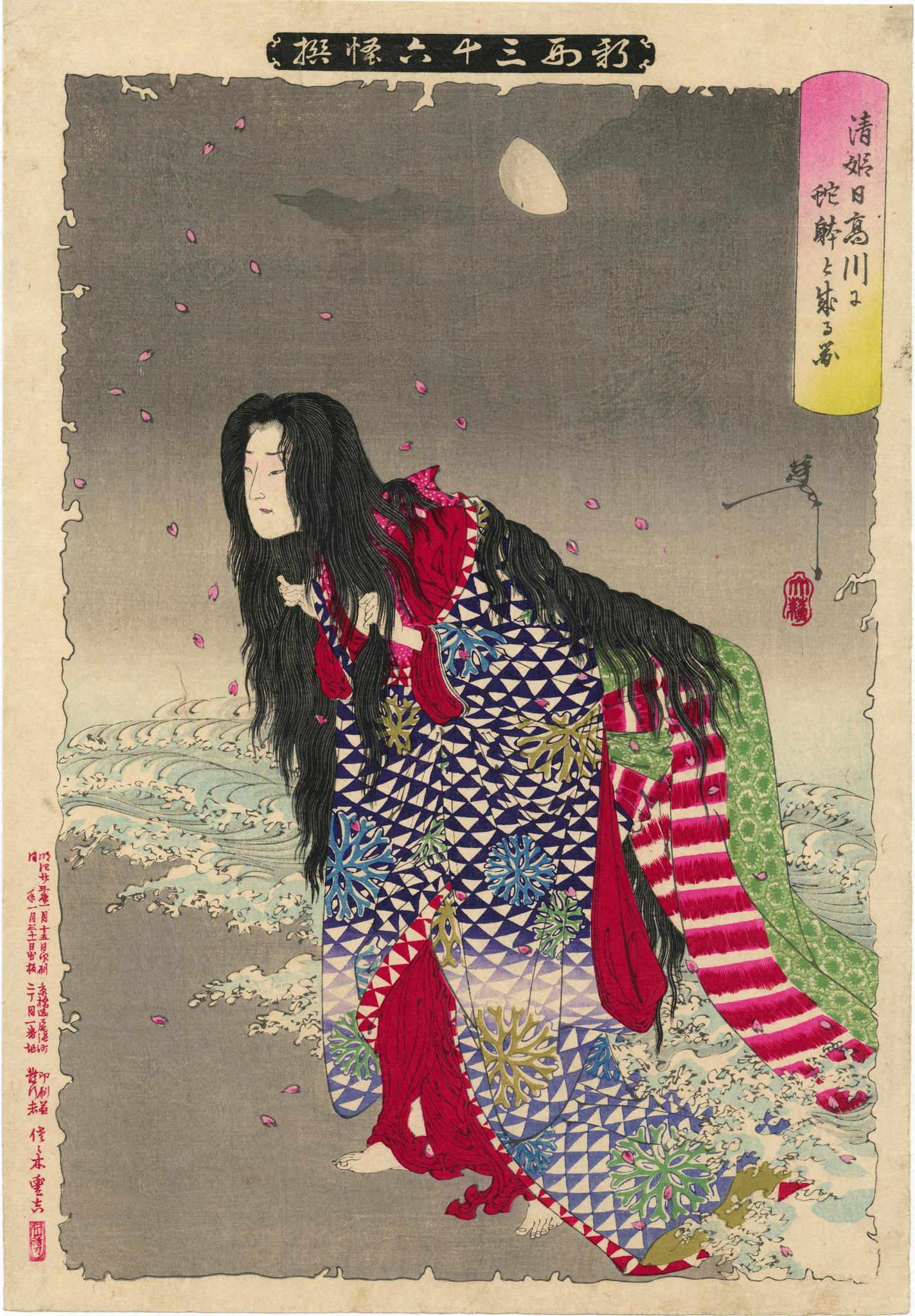
Kiyohime, por Tsukioka Yoshitoshi.

Kiyohime, ou simplesmente Kiyo, é uma personagem do folclore japonês, que, por não ter tido seu amor correspondido, se transformou num monstro, com o corpo sendo metade mulher metade serpente. O conto japonês Anchin e Kiyohime inspirou gerações de poetas, e é uma das histórias mais encenadas no Japão. O que a Lenda ensina é que, ao se transformar em um demônio-serpente, Kiyohime separa o ódio de um amor não correspondido.